# Струтинский, Вилен Митрофанович
Вилен Митрофанович Струтинский (1929—1993) — советский физик. Член Европейской академии наук и искусств (Триест, 1991), член Совета по ядерной физике Академии наук СССР, член редколлегии журнала «Ядерная физика».

## Биография
Вилен Митрофанович Струтинский родился 16 октября 1929 года в селе Данилова Балка, в семье военнослужащего.
С 1930 по июль 1941 года жил с родителями в Одессе. В 1941 году вместе с матерью и братом был эвакуирован в городе Сухой Лог Свердловской области к месту службы отца. В 1942 году переехал с семьей в Свердловск. В 1943 году был принят в члены ВЛКСМ. В 1946 году переехал с семьей в Одессу, где в 1947 году окончил среднюю школу и поступил на физико-математический факультет Одесского государственного университета. В 1951 году по приказу Министра ВО СССР переведен на V курс физико-математического факультета Харьковского государственного университета, который окончил с отличием в 1952 году по специальности «теоретическая физика».
После окончания университета Вилен Струтинский в феврале 1953 года по распределению был направлен на работу в сектор теории атомного ядра Института атомной энергии им. И. В. Курчатова (руководитель — академик Аркадий Мигдал), где работал до 1970 года. Защитил кандидатскую (1959, МИФИ, Москва) и докторскую (1965, ОИЯИ, Дубна) диссертации. Выезжал в заграничные командировки на научные конференции по ядерной физике в Голландию (1956), Канаду (1960), США (1963, 1964).
В 1957—1958 годах проходил стажировку в Институте теоретической физики им. Нильса Бора (Копенгаген, Дания). В 1967 году Струтинский был приглашен в Институт теоретической физики им. Нильса Бора для развития созданной им теории и работал там в качестве гостевого профессора до конца 1970 года, а затем переехал в Киев, где до 1991 года руководил отделом теории ядра Института ядерных исследований (ИЯИ) АН УССР. В 1992—1993 годах он — главный научный сотрудник отдела теории ядра ИЯИ НАН Украины.

## Работы
Первый период научной работы (1955—1956 годы) Вилен Струтинского был связан с развитием новых представлений о структуре сложных атомных ядер, обусловленных открытием их несферической формы. Его работы по теории альфа-распада, специфике правил отбора в деформированных ядрах привлекли широкое внимание специалистов. В них Струтинский независимо установил закономерности в вероятностях альфа-распада, известные как правила Алаги. Данные работы составили предмет его кандидатской диссертации.
Следующий цикл работ (1957—1961 годы) посвящён классической трактовке квантового углового момента, правил сложения квантовых угловых моментов и корреляции между орбитальным моментом частицы и направлением её движения. В результате были установлены простые выражения для угловых распределений осколков деления вращающегося ядра (формула Халперна-Струтинского), угловых распределений частиц, вылетающих из вращающегося компаунд ядра (формула Эриксона-Струтинского) и угловой корреляции в процессах смешанного типа, например, при распаде нагретого ядра, образованного в реакции срыва. Эти исследования легли в основу его докторской диссертации.
В 1962—1963 годах Вилен Струтинский выполнил фундаментальную работу (совместно с Н. Я. Лященко и Н. А. Поповым), посвящённую количественному описанию геометрических форм, через которые проходит ядро в процессе деления. В ней было получено общее решение сложной задачи о барьерах деления ядер и предсказано существование критической деформации, при которой происходит разрыв ядра на два осколка. В основе работы лежало предположение о том, что деление имеет квазистатический (бесконечно медленный) характер. Прошло около 30 лет после выполнения этой работы, когда открытие интенсивного ядерного трения дало веское обоснование именно такого характера процесса деления нагретых ядерных систем.
В последующих работах по теории деления была показана эквивалентность капельной модели деформированных ядер и статистических моделей, использующих функционал плотности энергии. Работа В. М. Струтинского и А. С. Тяпина (1963) установила связь между капельной моделью ядра и оболочечной моделью с остаточным взаимодействием. А именно, было показано, что полная энергия ядра произвольной формы, состоящая из кинетической энергии нуклонов и потенциальной энергии их взаимодействия, подсчитанная с квазиклассическими волновыми функциями нуклонов, имеет ту же структуру (объемная энергия + поверхностная энергия + кулоновская энергия), что и капельная формула Вайцзекера.
Эти работы выявили необходимость учёта оболочечных явлений в деформированных ядрах и послужили основой для развитого в 1965—1968 годах В. М. Струтинским метода расчёта полной энергии связи ядра — метода оболочечных поправок, получившего в дальнейшем его имя. В этом методе капельная модель описывает только среднее поведение массы ядра в зависимости от его нейтрон-протонного состава, на фоне которого реальные массы заметно отклоняются от капельных в области магических ядер. Такое поведение масс объясняется особенностями движения независимых нуклонов в замкнутом объеме ядра. Было показано, что нерегулярный компонент энергии связи можно рассчитать в рамках сравнительно простой оболочечной модели ядра.
В. М. Струтинский теоретически предсказал существование развитой оболочечной структуры нуклонных спектров в сильно деформированных ядрах (сходной с зонной структурой электронных спектров в кристаллах), регулярно возникающей при определенных деформациях атомного ядра. На этом основании было предсказано существование промежуточного относительно устойчивого очень сильно деформированного состояния в тяжелых ядрах (уран — калифорний). Оказалось, что рассчитанные барьеры актинидов (Z = 90 — 98) имеют двугорбый характер, с углублением между барьерами, превышающим на 2-3 МэВ дно внутренней потенциальной ямы.
Это открытие позволило решить многие загадки в делении актинидов из гипотетических метастабильных состояний с низким спином и энергией возбуждения E* > 2,5 МэВ, а именно: природу таких состояний, характерную модуляцию компаунд-ядерных резонансов в сечениях реакций (n, f), (d, pf) на актинидах и величину угловой анизотропии осколков деления. Кроме того, что не менее важно, из открытия В. М. Струтинского вытекало, что модификация капельного барьера из-за неоднородности одночастичного спектра может сделать стабильными (по отношению к делению) ядра с Z около 114 (сверхтяжелые элементы).
Теория В. М. Струтинского позволила не только объяснить многие известные особенности процесса деления ядер, но и предсказать новые свойства, неожиданные с точки зрения традиционных представлений теории Нильса Бора. Последующие интенсивные исследования и эксперименты полностью подтвердили теоретические выводы В. М. Струтинского. Предложенная им теория впервые сделала возможным количественное предсказание масс, многих свойств делящихся ядер и, в особенности, стабильности сверхтяжелых ядер. Она получила широкое распространение и входит в основной фонд ядерной физики.
В последующих работах В. М. Струтинского и его сотрудников было показано, что оболочечная или зонная структура спектра ядер является общим свойством конечных ферми-систем. Была установлена количественная связь между величиной оболочечных эффектов и симметрией одночастичного движения в ядерном потенциале, качественно установлены закономерности изменения роли оболочек в зависимости от числа нуклонов и формы ядра. Таким образом, были выявлены те факторы, которыми обусловлена несферичность и определяются равновесные формы тяжелых ядер.
Использование метода для расчёта масс вращающихся ядер привело к предсказанию супердеформированных квазистационарных состояний, возникающих при больших угловых моментах (В. В. Пашкевич, С. Фрауендорф, 1976). Увеличение числа параметров для описания формы делящегося ядра позволило предсказать наличие двух долин деления в области доактинидных ядер, в одной из которых ядро проходит через более компактные формы, чем в другой.
В дальнейшем сверхтяжелые ядра, супердеформированные квазистационарные состояния с большими спинами и существование нескольких долин деления были подтверждены экспериментально.
В некоторых работах 1970-х годов В. М. Струтинский возвращается к делительной тематике. Характерной является небольшая работа 1974 года в журнале «Ядерная физика», в которой привлечено внимание к формуле Крамерса 1940 года для делительной ширины с учётом трения и в этом контексте внесены исправления в формулу Бора — Уилера для делительной ширины в системах без трения.
В работах 1980-х годов доминирует тяжело-ионная тематика. Анализируются макроскопический (классический) и квантовомеханический аспекты реакций с тяжелыми ионами. Впервые дано объяснение свойств реакций, не укладывающихся в классические представления. Разработана простая теория ядерных реакций между тяжелыми ионами, учитывающая макроскопический и волновой аспекты, которая удобная для анализа экспериментальных данных по квазиупругим и глубоко неупругим реакциям с тяжелыми ионами. В рамках этой теории проведено более глубокое изучение механизмов взаимодействия тяжелых ионов, в частности исследование квантовых интерференционных и резонансных явлений (механизм поляризации и вращательные состояния ядер, резонансное рассеяние на большие углы и другие). Детальное изучение статистических характеристик реакций позволило обнаружить связь флуктуационных характеристик поляризации и сечений реакции.
Значительное место среди работ В. М. Струтинского и его сотрудников занимает разработка теории коллективного движения в ядрах при больших амплитудах и конечной величине скорости. В этой области ими получены принципиальные результаты, важные для создания количественной теории таких ядерных процессов. Показано, что при большой амплитуде и конечной скорости деформации ядра происходит перераспределение частично-дырочных состояний, соответствующее переходу к макроскопическому режиму деформации и формированию динамического основного состояния.
Предложена и создана новая теоретическая модель динамики коллективных процессов в тяжелых ядрах — газово-капельная модель ядра (ГКМ). ГКМ согласованно соединяет макроскопические степени свободы и квази-частичные возбуждения в ядрах. Разработан метод эффективной поверхности ядра для задач коллективной динамики. В полуклассическом приближении ГКМ получены решения уравнений движения в объеме ядра при макроскопических условиях на эффективной поверхности. В рамках этого подхода получено простое решение некоторых задач коллективной ядерной динамики. Изучены характеристики изоскалярных и изовекторных резонансов в сферических и деформированных ядрах. Получены энергии возбуждения, переходные плотности, распределения энергетически взвешенного правила сумм и столкновительные ширины.
Работы В. М. Струтинского находятся среди наиболее значительных исследований в теории атомных ядер. Как сами работы, так и связанные с ними многочисленные экспериментальные исследования обсуждались на многих международных конференциях. Несколько конференций было специально посвящено изучению новых аспектов процесса деления ядер, вытекающих из теории В. М. Струтинского.
Статьи В. М. Струтинского «Оболочечные эффекты в массах ядер и энергиях деформации» (1967) и «Оболочки в деформированных ядрах» (1968) признаны как одни из самих цитируемых и оценены Институтом научной информации США как «классическое цитирование».
Выражения «энергетическая теорема Струтинского», «метод оболочечных поправок Струтинского», «двугорбый барьер деления Струтинского» широко вошли в мировую научную литературу по теории ядра и ядерной физике.
Предсказанное В. М. Струтинским явление существования оболочечной структуры в сильно деформированных ядрах и образование метастабильного промежуточного состояния в процессе деления зарегистрированы как открытие в СССР (Государственный реестр научных открытий СССР № 200, 1977).
Работы В. М. Струтинского получили законное признание и широко известны в нашей стране и за рубежом. Многие результаты, впервые полученные им, сыграли важную роль в развитии современных представлений теории сложных атомных ядер, включаются в основные курсы по ядерной физике. Им подготовлено большое число специалистов, многие его ученики стали кандидатами и докторами наук, профессорами. Глубокая научная интуиция, профессиональное мастерство физика-теоретика, острый критицизм в работе и чуткое отношение к людям, живой интерес ко всему новому в науке и жизни, принципиальность и бескомпромиссность создали В. М. Струтинскому высокий авторитет среди отечественных и зарубежных ученых.

## Заслуги
- Медали «За трудовую доблесть» (1983) и «В память 1500-летия г. Киева».
- Лауреат научной премии фонда А. фон Гумбольдта (1991).
- Премия по ядерной физике им. Т. Боннера Американского физического общества (1978) за исследования в области теории оболочечной структуры, деления ядер и стабильности тяжелых и сверхтяжелых ядер).
- Звание почётного доктора наук Копенгагенского университета (1979) по предложению Института им. Нильса Бора (Дания) в связи с 500-летним юбилеем Копенгагенского университета).

## Основные даты жизни и деятельности
| Дата            | Событие |
| --------------- | --- |
| 16 октября 1929 | Дата рождения Вилена Митрофановича Струтинского |
| 1947            | Окончил среднюю школу в Одессе |
| 1947—1951       | Студент физико-математического факультета Одесского государственного университета |
| 1951            | Переведен на V курс физико-математического факультета Харьковского государственного университета |
| 1952            | Окончил с отличием Харьковский государственный университет по специальности «теоретическая физика» |
| 1953—1970       | Работает в отделе теории ядра Института атомной энергии им. И. В. Курчатова (Москва), в должности старшего лаборанта (1953—1954), младшего научного сотрудника (1954—1956), научного сотрудника (1956—1961), старшего научного сотрудника (1961—1970) |
| 1957—1958       | Стажировка в Институте теоретической физики им. Нильса Бора (Копенгаген, Дания) |
| 1959            | Защитил кандидатскую диссертацию в Московском инженерно-физическом институте |
| 1965            | Защитил докторскую диссертацию в Объединённом институте ядерных исследований (Дубна) |
| 1967—1970       | Работает в Институте теоретической физики им. Нильса Бора (Копенгаген, Дания) в качестве приглашённого профессора |
| 1970—1993       | Работает в ИЯИ НАН Украины (Киев) в должности заведующего отделом теории ядра (1970—1991), главного научного сотрудника отдела теории ядра (1992—1993)                                                                                                |
| 1972            | Избран членом-корреспондентом Академии наук УССР |
| 1977            | Открытое В. М. Струтинским явление образования сильно деформированных тяжёлых ядер в квазистационарном состоянии внесено в Государственный реестр научных открытий СССР (№ 200, 1977 г.)                                                              |
| 1978            | Награждён премией по ядерной физике им. Т. Боннера Американского физического общества |
| 1979            | Присвоено звание почетного доктора наук Копенгагенского университета |
| 1983            | Награждён медалью СССР «За трудовую доблесть». |
| 1991            | Избран членом Европейской академии наук и искусств (Триест, Италия) |
| 1991            | Лауреат научной премии фонда А. фон Гумбольдта и гостевой профессор на кафедре теории ядра в Техническом университете (Мюнхен, ФРГ) |
| 1992—1993       | Приглашенный профессор в Национальном центре ядерной физики (Катания, Италия) |
| 28 июня 1993    | Вилен Митрофанович Струтинский умер в Риме во время поездки из Катании в Грецию для участия в работе Международной конференции по ядерной физике. |

## Список научных трудов
| Год  | Название работы |
| ---- | --- |
| 1955 | Угловые корреляции в альфа-распаде / В. М. Струтинский // Докл. АН СССР. — 1955. — Т. 103. — С. 524—528. |
| 1956 | К теории альфа-распада несферических ядер / В. М. Стру-тинский // ЖЭТФ (письма в редакцию). — 1956. — Т. 30, вып. 2. — С. 411—412. Замечания о зеркально-асимметричных ядрах / В. М. Струтинский // Атомная энергия (письма в редакцию). — 1956. — Т. 1, № 4. — С. 150—154. Об угловом распределении осколков деления / В. М. Струтинский // ЖЭТФ (письма в редакцию). — 1956. — Т. 30, вып. 3. — С. 606—608. |
| 1957 | Статистическая теория углового распределения осколков деления / В. М. Струтинский // Атомная энергия. — 1957. — Т. 2, № 6. — С. 508—513. Возбуждение ротационных состояний в альфа-распаде четно-четных ядер / В. М. Струтинский // ЖЭТФ. — 1957. — Т. 32. — С. 1412—1420. |
| 1958 | Angular distributions of fragments in fission of excited nuclei / V. M. Strutinsky, I. Halpern // Proc. of UN Conference on Peaceful Uses Of Atomic Energy, Geneve, 1957. — 1958. — Vol. 15. — P. 1513—1527. On angular distributions in compound nucleus processes. / T. Ericson, V. M. Strutinsky // Nucl. Phys. — 1958. — Vol. 8. — С. 284—293. Некоторые особенности испарения нейтронов из вращающегося ядра / В. М. Струтинский // Ядерные реакции при малых и средних энергиях: Тр. Всесоюз. конф. — М., 1958. — С. 522—524. The levels density in nuclei with the energy gap / V. M. Strutinsky // Proc. Int. Conf. on Nuclear Structure. — Paris, 1958. |
| 1959 | Об угловой анизотропии гамма-квантов, сопровождающих деление / В. М. Струтинский // ЖЭТФ (письма в редакцию). — 1959. — Т. 37, вып. 3(9). — С. 861—863. |
| 1960 | Возбуждение вибрационных уровней и кулоновское возбуждение при альфа-распаде / В. М. Струтинский // ЖЭТФ. — 1960. — Т. 38, вып. 1. — С. 122—133. Спектры гамма-лучей, возникающих при захвате тепловых нейтронов тяжелыми ядрами. II / В. М. Струтинский, Л. В. Грошев, М. К. Акимова // ЖЭТФ. — 1960. — Т. 38, вып. 2. — С. 598—611. Угловое распределение осколков деления, вызванного нейтронами малой энергии / В. М. Струтинский // ЖЭТФ. — 1960. — Т. 39, вып. 3(9). — С. 781—793. Spectra of gamma-rays from neutron capture by heavy nuclei (II) / V. M. Strutinsky, L. V. Groshev, M. K. Akimova // Nucl. Phys. — 1960. — Vol. 16. — Р. 657—673. |
| 1961 | О зависимости углового распределения осколков деления от спина ядра-мишени / В. М. Струтинский // ЖЭТФ. — 1961. — Т. 40, вып. 3. — С. 933—935. Угловые корреляции в статистических ядерных реакциях / В. М. Струтинский // ЖЭТФ. — 1961. — Т. 40, вып. 6. — С. 1794—1802. Angular correlations in statistical nuclear reactions / V. M. Strutinskу // Nucl. Phys. — 1961. — Vol. 28, № 2. — P. 342—352. |
| 1962 | О фигурах равновесия ядра в квазистатической модели деления / В. М. Струтинский // ЖЭТФ. — 1962. — Т. 42, вып. 6. — С. 1571—1581. Статистическая теория деления / Г. А. Пик-Пичак, В. М. Струтинский // «Физика деления атомных ядер». М.: Госатомиздат, 1962. — С. 12 — 23. Деление ядер и угловая анизотропия осколков / В. М. Струтинский // Там же. — С. 54 — 60. Симметричные фигуры равновесия в модели ядра с резкой поверхностью (капельная модель) / В. М. Струтинский // ЖЭТФ. — 1962. — Т. 43, вып. 2(8). — С. 584—594. |
| 1963 | Symmetrical shapes of equilibrium for a liquid drop model / V. M. Strutinsky, N. Ya. Lyashtchenko, N. A. Popov // Nucl. Phys. — 1963. — Vol. 46. — Р. 639—659. Вероятность изомерии в статистической модели ядра / В. М. Струтинский // ЖЭТФ. — 1963. — Т. 44. — С. 1719—1728. Модель жидкой капли как приближение статистической теории / В. М. Струтинский, А. С. Тяпин // ЖЭТФ. — 1963. — Т. 45, №. 3. — С. 960—965. Равновесная форма ядра в капельной модели с переменным поверхностным натяжением / В. М. Стру-тинский // ЖЭТФ. — 1963. — Т. 45, вып. 6(12). — С. 1891—1899. Устойчивость равновесных состояний ядра в капельной модели / В. М. Струтинский // ЖЭТФ. — 1963. — Т. 45, вып. 6(12). — С. 1900—1907. Квазистатическая капельная модель ядра как приближение статистической модели / В. М. Струтинский, А. С. Тяпин. — М., 1963. — 17 с. — (Препр. / Ин-т атомной энергии им. И. В. Курчатова). О возможности изучения деления при определенной энергии возбуждения составного ядра / Б. М. Панкратов, В. М. Струтинский // Атомная энергия. — 1963. — Т. 14. — С. 171—176. Probability for isomerism from the statistical nuclear model / V. M. Strutinsky // Proceedings of the 3d Conference on reactions between complex nuclei. Berkeley. — Los Angeles, 1963. — P. 246—247.                                    |
| 1964 | Квазимолекулярные ядерные состояния в реакциях с тяжелыми ионами / В. М. Струтинский. — М., 1964. — 28 с. — (Препр. / Ин-т атомной энергии им. И. В. Курчатова). Об интерференционном эффекте в реакциях передачи нуклонов / В. М. Струтинский // ЖЭТФ. — 1964. — Т. 47. — С. 1065—1073. |
| 1965 | On fission of deformed nuclei / V. M. Strutinsky // Physics and Chemistry in Fission, IAEA, Vienna, 1965. — Vol.1. — P. 171—184. Pairing effects in the fission of even-even compound nuclei at the threshhold / V. A. Pavlinchuk, V. M. Strutinsky // Physics and Chemistry in Fission, IAEA, Vienna, 1965. — Vol. 1. — P. 127—133. Оболочечные эффекты в энергии ядер / В. М. Струтинский. — М., 1965. — 24 с. — (Препр. / Ин-т атомной энергии им. И. В. Курчатова; ИАЭ-878). Плотность уровней и термодинамические функции атомного ядра с учетом эффектов парной корреляции / Ю. Т. Гринь, В. М. Струтинский, // Ядерная физика. — 1965. — Т. 1, вып. 3. — С. 420—425. Простое описание углового распределения продуктов распада составного ядра после прямой реакции / В. М. Струтинский // Там же. — С. 588—595. Форма делящегося ядра в седловой точке и капельная модель / В. М. Струтинский // Ядерная физика. — 1965. — Т. 1, вып. 5. — С. 821—825. О спектрах гамма-лучей в (n, gamma)-реакции / А. Л. Косоруков, В. М. Струтинский // Ядерная физика. — 1965. — Т. 2, вып. 4. — С. 657—662. В. М. Струтинский. Некоторые вопросы статистической теории ядерных реакций и теории деления ядер: Автореф. диссертации д-ра физ.-мат. наук. / ОИЯИ, Дубна, 1965. — 20 с.                                                      |
| 1966 | Оболочечные поправки к классической модели для энергии ядра / В. М. Струтинский. — М., 1966. — 44 с. (Препр. / Ин-т атомной энергии им. И. В. Курчатова; ИАЭ-1108) Microscopic calculations of the nucleon shell effects in the deformation energy of nuclei / V. M. Strutinsky // Arkiv för Fysik. — 1967. — Vol. 36, No. 70. — P. 629—632. (Proc. of the Lysekil Symp. «Nuclides far off the stability line», Lysekil, Sweden, 1966). Ядерные массы и деформации / В. М. Струтинский // Тр. конф. по теории ядерной структуры, Ленинград, ЛФТИ, 1966. Стабильность тяжелых ядер / В. М. Струтинский, Ю. А. Музычка // Тр. Межд. конф. по физ. тяжелых ионов, Дубна, 1966. — Т. 2. — С. 51 — 56. Об энергии деформации ядер / В. М. Струтинский // Ядерная Физика. — 1966. — Т. 3. — С. 604—615. |
| 1967 | Shell effects in nuclear masses and deformation energies / V. M. Strutinsky // Nucl. Phys. — 1967. — Vol. A95. — P. 420—442. Shell effects in deformed nuclei / V. M. Strutinsky // Preprint LA-67-36, Los-Alamos, 1967. — 40 р. Оболочечные эффекты в деформированных ядрах / В. М. Струтинский // — М., 1967. — 40 с. — (Препр. / Ин-т атомной энергии им. И. В. Курчатова; ИАЭ-1350). |
| 1968 | К вопросу о стабильности сверхтяжелых ядер / Ю. А. Музычка, В. В. Пашкевич, В. М. Струтинский // Ядерная физика. — 1968. — Т. 8, вып. 4. — С. 716—720. «Shells» in deformed nuclei / V. M. Strutinsky // Nucl. Phys. — 1968. — Vol. A122. — P. 1 — 33. Intermediate states in fission / S. Bjornholm and V. M. Stru-tinsky // Proc. of the Dubna Symp. on Nuclear structure, 1968. — Vienna: IAEA, 1968. — P. 431—441. |
| 1969 | Nucleon shells, the structural stability nuclei and fission / V. M. Strutinsky // Proc. of the Robert A. Welch Foundation Conferences on Chemical Research XIII. The Transuranium Elements — The Mendeleev Centennial, Nov. 17 — 19, 1969, Houston, Texas, P. 83 — 103. The Fission Process / V. M. Strutinsky // Rivista del Nuovo Cimento, Serie I, 1969. — Vol. 1. — P. 442—459. A method for solving the independent-particle Schrödinger equation with a deformed average field / J. Damgaard, H. C. Pauli, V. V. Pashkevich, V. M. Strutinsky // Nucl. Phys. — 1969. — Vol. A135. — P. 432—444. Intermediate states in fission / V. M. Strutinsky and S. Bjornholm // Nucl. Phys. — 1969. — Vol. A136. — P. 1 — 24. Одночастичные уровни деформированного потенциала / В. М. Струтинский, Ю. А. Музычка, В. В. Пашкевич // Ядерная физика. — 1969. — Т. 9. — С. 56 — 62. Shell-structure effects in the fissioning nucleus / V. M. Stru-tinsky, H. C.Pauli // Proc. of the Second IAEA Symp. on Physics and Chemistry of Fission, 1969. — Vienna: IAEA, 1969. — P. 155—176. Mass and inertia parameters for nuclear fission / J. Damgaard, H. C. Pauli, V. M. Strutinsky, C. Y. Wong, M. Brack and A. S. Jensen // Proc. of the Second IAEA Symp. on Physics and Chemistry of Fission, 1969. — Vienna: IAEA, 1969. — P. 213—225. |
| 1971 | К теории оболочечной структуры ядер / В. М. Коломиец, Б. Д. Константинов, В. М. Струтинский, В. И. Хворостьянов. — Киев, 1971. — 53 с. — (Препр. / Ин-т. теор. физики АН УССР; ИТФ-71-93Р). |
| 1972 | Некоторые новые результаты в теории деления / В. М. Струтинский // Нейтронная физика, ч. 2 (Материалы Всесоюз. совещ., Киев, 24 — 28 мая 1971 г.). — Киев: Наук. думка, 1972. — С. 3 — 18. Энергии деформации и деление ядер / В. М. Струтинский // Тр. Междунар. шк. по структуре ядра, Алушта, 1972, Изд. Д-6465, ОИЯИ, 1972. — С. 467—490. К теории ядерной оболочечной структуры / В. М. Струтинский, В. М. Коломиец, Б. Д. Константинов // ЭЧАЯ. — 1972. — Т. 3, № 2. — С. 392—406. A foundation to the shell correction method / G. G. Buna-tian, V. M. Kolomietz, V. M. Strutinsky // Nucl. Phys. — 1972. — Vol. A188. — P. 225—225. Funny Hills: The Shell-Correction Approach to Nuclear Shell Effects and Its Applications to the Fission Process / M. Brack, J. Damgaard, A. S. Jensen, H. C. Pauli, V. M. Strutinsky, C. Y. Wong // Rev. Mod. Phys. — 1972. — Vol. 44. — P. 320—405. |
| 1973 | Энергии деформации ядер и деление / В. М. Струтинский, В. В. Пашкевич, М. Брак, Г. К. Паули, Е. Дам-горд. — М., 1973. — 103 с. — (Препр. / АН УССР. Ин-т ядерных исслед.; ИЯИ-73-1). Оболочечная структура ядер и деление / В. М. Струтинский, В. М. Коломиец // VIII зимняя школа ЛИЯФ «Физика ядер и элементарных частиц», 1973, ЛИЯФ. Л., 1973. — Ч. 2. — С. 483—594. Transfer reactions with heavy ions / V. M. Strutinsky // Phys. Lett. — 1973. — Vol. B44. — P. 245—248. The fission width of excited nuclei / V. M. Strutinsky // Phys. Lett. — 1973. — Vol. B47. — P. 121—123. |
| 1974 | Ширина деления нагретых ядер / В. М. Струтинский // Ядерная физика. — 1974. — Т. 19, № 2 — С. 259—262. Некоторые вопросы теории деления тяжелых ядер / В. М. Струтинский // Нейтронная физика. — 1974. — Ч. 1. — С. 52 — 69. Энергия деформации ядра статическим внешним полем / В. М. Струтинский // Ядерная физика. — 1974. — Т. 19. — С. 783—791. Hartree-Fock distortion energy of the nucleus / V. M. Stru-tinsky // Nucl. Phys. — 1974. — Vol. A218. — P. 169—179. |
| 1975 | Оболочечные поправки и самосогласованные энергии деформации / В. М. Струтинский // ФТИ АН УССР. Вопросы атомной науки и техники. Сер.: Физика высоких энергий и атомного ядра. — 1975. — Вып. 4(16). — С. 28 — 36. The shell correction and self — consistent deformation energies / V. M. Strutinsky // Nucl. Phys. — 1975. — Vol. A254. — P. 197—210. A new definition of shell corrections to the liquid drop energy / V. M. Strutinsky, F. A. Ivanjuk // Nucl. Phys. — 1975. — Vol. A255. — P. 405—418. Semi-classical theory of nuclear shell structure / V. M. Stru-tinsky // Nucleonica. — 1975. — Vol. 20. — P. 679—701. |
| 1976 | Квазиклассическая теория оболочечной структуры ядра / В. М. Струтинский, А. Г. Магнер // ЭЧАЯ. — 1976. — Т. 7, № 2. — С. 356—418. Деление ядер / В. М. Струтинский // Природа. — 1976. — № 9. — С. 78 — 91. |
| 1977 | Новое определение оболочечной поправки к капельной энергии ядра / В. М. Струтинский, Ф. А. Иванюк // Изв. АН СССР. Сер. физ. — 1977. — Т. 41. — С. 114—126. Collective Motion at Large Amplitudes and Finite Velocities / V. M . Strutinsky // Z. Phys. — 1977. — Vol. A280. — P. 99 — 106. Semiclassical Interpretation of the Gross-Shell Structure in Deformed Nuclei / V. M. Strutinsky, A. Magner, S. Ofengenden, T. Doessing // Z. Phys. — 1977. — Vol. A283. — P. 269—285. |
| 1978 | Coherent and statistical features in the heavy ion reactions / V. M. Strutinsky // Z. Phys. — 1978. — Vol. A286. — P. 77 — 85. Shell corrections for finite depth potentials / F. A. Ivanyuk, V. M. Strutinsky // Z. Phys. — 1978. — Vol. A286. — P. 291—297. Diffraction at backangles / V. M. Strutinsky // Z. Phys. — 1978. — Vol. A289. — P. 65 — 75. Macroscopic Rotation of Cold Nuclei / V. M. Strutinsky, V. M. Kolomietz // Z. Phys. — 1978. — Vol. A289. — P. 77 — 81. К теории квадрупольных колебаний ядер / В. И. Абросимов, В. М. Струтинский // Ядерная физика. — 1978. — Т. 27. — С. 1508—1512. Excitation of Quadrupole Vibrations in Two-Nucleon Transfer Reactions / V. M. Strutinsky, V. I. Abrosimov // Z. Phys. — 1978. — Vol. A289. — P. 83 — 87. Эффекты больших оболочек в распределении одночастичных уровней с фиксированной проекцией углового момента / В. М. Струтинский, А. Г. Магнер, В. М. Коломиец // Ядерная физика. — 1978. — Т. 28. — С. 1487—1498. |
| 1979 | Возбуждение квадрупольных колебаний в реакциях двухнуклонной передачи / В. И. Абросимов, В. М. Струтинский // Там же. — 1979. — Т. 29. — С. 355—362. Оболочечные эффекты в ядрах при больших угловых моментах / В. М. Струтинский, А. Г. Магнер, В. М. Коломиец // Там же. — С. 1478—1488. Влияние оболочечных эффектов на статистические свойства ядер при больших угловых моментах / В. М. Струтинский, А. Г. Магнер, В. М. Коломиец // Изв. АН СССР. Сер. физ. — 1979. — Т. 41. — С. 2408—2416. Shell corrections for finite depth deformed potentials. II / F. A. Ivanyuk, V. M. Strutinsky // Z. Phys. — 1979. — Vol. A290. — P. 107—111. A TI — 59 model for nuclear reactions between complex nuclei / V. M. Strutinsky // Z. Phys. — 1979. — Vol. A290. — P. 377—384. Energy and N-averagings in the shell correction method / F. A. Ivanyuk, V. M. Strutinsky // Z. Phys. — 1979. — Vol. A293. — P. 337—342. |
| 1980 | Shell structure in fission / V. M. Strutinsky // Int. Symp. on Physics and Chemistry of Fission, Juelich, 1979. — Vienna: IAEA, 1980. — Vol. 1, P. 475—500. Оболочечная структура в делении (некоторые проблемы теории) / В. М. Струтинский. — Киев, 1980. — 37 с. — (Препр. / АН УССР. Ин-т ядерных исслед.; ИЯИ-80-4). Helicity representation for deep inelastic collisions of heavy ions / V. M. Strutinsky, S. M. Vydrug-Vlasenko // Z. Phys. — 1980. — Vol. A294. — P. 281—285. Точность расчетов оболочечных поправок / В. М. Струтинский, Ф. А. Иванюк, В. В. Пашкевич // Ядерная физика. — 1980. — Т. 31. — С. 88 — 97. Поправка на симметрию при подгонке масс ядер / Ф. А. Иванюк, В. М. Струтинский // Ядерная физика. — 1980. — Т. 31. — С. 1446—1454. |
| 1981 | TI — 59 model for elastic scattering of heavy nuclei. Part 2 / V. M. Strutinsky // Z. Phys. — 1981. — Vol. A299. — P. 177—182. TI — 59 model for the radar scattering of heavy ions. Part 3 / S. Kun, V. M. Strutinsky // Z. Phys. — 1981. — Vol. A299. — P. 347—352. Liquid-drop type expansion of nuclear binding and deformation energies with Skyrme forces / M. Brack, C. Guet, H. B. Hakansson, A. G. Magner, V. M. Strutinsky // Proc. of Int. Conf. on Nuclei Far from Stability, Denmark, 1981, Switzeland, 1981. — P. 65 — 70. |
| 1982 | Towards CRAMOLA, the Cranking Model for Large Amplitudes / V. M. Strutinsky, V. I. Abrosimov, F. A. Iva-nyuk // Z. Phys. — 1982. — Vol. A306. — P. 273—280. |
| 1983 | Liquid-particle model for nuclear dynamics / V.Strutinsky, A. Magner, M. Brack // Тр. Междунар. шк.-сем. по физике тяжелых ионов, Алушта, 1983. — Дубна, ОИЯИ, 1983. — С. 259—262 Резонансное взаимодействие тяжелых ионов в радарном рассеянии / В. М. Струтинский // Изв. АН СССР. Сер. физ. — 1983. — Т. 47. — С. 11 — 17. Почему деформированы атомные ядра / В. М. Струтинский // Там же. — С. 2100—2107. Intermediate structure in heavy ion scattering / V. M. Stru-tinsky // Z. Phys. — 1983. — Vol. A310. — P. 123—128. |
| 1984 | Частично-капельная модель динамики ядер / В. М. Струтинский, А. Г. Магнер, М. Брак // Изв. АН СССР. Сер. физ. — 1984. — Т. 48. — С. 335—338. Landau Zero-Sound and Nuclear Giant Resonances / V. M. Strutinsky, A. G. Magner, V. Yu. Denisov // Z.Phys. — 1984. — Vol. A315. — P. 301—306. Particle-Liquid Dynamics of Nuclear Deformations. 1 / V. M. Strutinsky, A. G. Magner, M. Brack // Z. Phys. — 1984. — Vol. A316. — P. 217—223. The Nuclear Surface as a Collective Variable / V. M. Stru-tinsky, A. G. Magner, M. Brack // Z. Phys. — 1984. — Vol. A318. — P. 205—213. Нулевой звук Ландау и ядерные гигантские резонансы / В. М. Струтинский, А. Г. Магнер, В. Ю. Денисов // Ядерная физика. — 1984. — Т. 39. — С. 1382—1389. Liquid Particle and Liquid Gas Models of Nuclear Dynamics / V. M. Strutinsky // Journal de Physique. — 1984. — Vol. 45. — P. C6-281 — C6-284. Избранные вопросы физики деления // В. М. Струтинский, В. В. Пашкевич. — М.: МИФИ, 1984. — 67 с. |
| 1985 | Density Distributions in Nuclei / V. M. Strutinsky, A. G. Magner, V. Yu. Denisov // Z. Phys. — 1985. — Vol. A322. — P. 149—156. Распределение плотности в ядрах / В. М. Струтинский, А. Г. Магнер, В. Ю. Денисов // Ядерная физика. — 1985. — Т. 42. — С. 1093—1103. Semiclassical Approximation to the Liquid-Particle Model / V. M. Strutinsky, A. G. Magner // Z. Phys. — 1985. — Vol. A322. -P. 633—640. Полуклассическое приближение в газово-капельной модели / В. М. Струтинский, А. Г. Магнер // Ядерная физика. — 1985. — Т. 44. — С. 916—925. |
| 1986 | Функция отклика в газово-капельной модели ядра / А. Г. Магнер, В. Ю. Денисов, В. М. Струтинский // Изв. АН СССР. Сер. физ. — 1986. — Т. 50. — С. 196—202. Квазиклассическое приближение для матрицы плотности / В. М. Струтинский, А. Г. Магнер, С. М. Выдруг-Власенко // Там же. — С. 1901—1907. Почему атомные ядра деформированы / В. М. Стру-тинский // Проблемы теоретической физики. — Киев: Наук. думка, 1986. -C. 245—270. |
| 1987 | Макроскопическая динамика высоковозбужденных ядерных состояний // В. И. Абросимов, В. М. Струтинский // Ядерная физика. — 1987. — Т. 45. — С. 53 — 59. Сверхдеформированное состояние вращающегося ядра 152Dy / В. М. Струтинский // Ядерная физика. — 1987. — Т. 45. — С. 1803—1806. Superdeformed states in rotating 152Dy / V. M. Strutinsky // Z. Phys. — 1987. — Vol. A326. — P. 261—267. Macroscopic Resonances in Planar Geometry / V. M. Strutinsky, S. Vydrug-Vlasenko, A. Magner // Z. Phys. — 1987. — Vol. A327. — P. 267—274. Макроскопические резонансы в плоской геометрии / В. М. Струтинский, С. М. Выдруг-Власенко, А. Г. Магнер // Ядерная физика. — 1987. — Т. 46. — С.1423 — 1433. Сильно деформированные состояния вращающихся ядер / В. М. Струтинский, Ф. А. Иванюк, В. В. Пашкевич // Изв. АН СССР. Сер. физ. — 1987. — Т. 52. — С. 834—837. |
| 1988 | Energy shells deformed and superdeformed nuclei / V. M. Strutinsky // Int. Conf. Variety of nuclear shapes, Create, Greece, 1987. — World Scientific, 1988, P. 222—252. Quantal radiation from macroscopic rotation / V. M. Strutinsky, V. A. Plujko // Z. Phys. — 1988. — Vol. A331. — P. 235—237. Fission barrier in local approximation / V. M. Strutinsky, I. Yu. Tsekmistrenko // Proc. of 23th Zakopane school on physics, Zakopane, Poland, 1988, Part 1. Selected topics in nuclear structure. — 1988. — P. 309—311. |
| 1989 | Macroscopic and microscopic aspects in nuclear fission / V. M. Strutinsky // Nucl. Phys. — 1989. — Vol. A502. — P. 67c — 84c. Shell structure in deformed nuclei and nuclear fission / V. M. Strutinsky // Pramana. — J. Phys. — 1989. — Vol. 33. — P. 21 — 32. Nuclear shell structure and fission / V. M. Strutinsky // Fifty years with nuclear fission, Vol. 1, La Grange Park (IL), American Nuclear Society, Inc. — 1989. — P. 73 — 82. |
| 1990 | The Random Phase Approximation as a macroscopic description / V. M. Strutinsky, V. I. Abrosimov // Z. Phys. — 1990. — Vol. A336. — P. 253—256. |
| 1991 | Correlations of quantal amplitudes in heavy ion reactions / V. M. Strutinsky // Proc. of «6th Int. Conf. on nuclear reaction mechanisms», Varenna — 1991, Università Degli Studi di Milano, Milano, 1991. — P. 273—288. |
| 1992 | Towards a macroscopic generator coordinate method / V. M.Strutinsky, F. A. Ivanyuk, S. M. Vydrug-Vlasenko // Z.Phys. — 1992. — Vol. A341. — P. 267—274. |
| 1993 | Kinetic Equation for Collective Modes of a Fermi System with Free Surface / V. I. Abrosimov, M. Di Toro, V. M. Strutinsky // Nucl. Phys. — 1993. — Vol. A562. — P. 41 — 60. |
| 1994 | Monopole Modes in a Finite Fermi System with Diffuse Reflection Boundary Condition / V. M. Strutinsky, V. M. Kolomietz, A. G. Magner, S. Vydrug-Vlasenko // Nucl. Phys. — 1994. — Vol. A571. — P. 117—131. Energy and Angular Correlations in Heavy-Ion Deep Inellastic Collisions / V. M. Strutinsky // Nucl. Phys. — 1994. — Vol. A572. — P. 181—190. |